# Jean-Baptiste Rotan
Pour les articles homonymes, voir Rotan.
Jean-Baptiste Rotan (francisation de Gianbatista Rotta). 
Né dans le canton des Grisons et décédé à Castres le 28 avril 1588, d'origine suisse et italienne, il fut ministre des Églises réformées italienne (en Suisse) et française, ainsi que théologien, bibliste, éducateur et écrivain calviniste francophone. 

## Biographie
Issu d'une riche famille de la région de Padoue, il aurait renoncé à tous ses biens matériels afin de se mieux consacrer à la religion et à ses contemporains. Nommé d'abord ministre à Vandœuvres de 1576 à 1583, il partit à Heidelberg approfondir ses connaissances théologiques où il fut reçu docteur. 
Reçu bourgeois à Genève en 1588 - il aurait notamment participé à la révision de la Bible de Genève, sous la houlette de Théodore de Bèze - il fut invité l'année suivante en France par Harlay-Sancy. 
Il participa activement à l'Assemblée de Mantes en 1593, où, tombé subitement malade, il ne put s'expliquer publiquement avec l'évêque Jacques Du Perron; cette maladie fut jugée peu convaincante par le combattif Théodore Agrippa d'Aubigné, qui le soupçonnait de travailler pour le prince à la réconciliation des deux Eglises.
Il exerça jusqu'en 1596 à La Rochelle (il y avait créé une école de théologie, où il accueillit notamment André Rivet), puis fut nommé à Castres où il mourut en 1598, perclus de goutte. Malgré la maladie, il fut député au synode de Montpellier en 1598.
En 1594, il avait épousé à La Rochelle la veuve du ministre Odet de Niort.

## Publications
Outre sa collaboration à la nouvelle Bible de Genève, il nous a laissé les deux ouvrages suivants:
- Traité orthodoxe de l'Eucharistie[8], La Rochelle, 1596
- Response à la copie d'une lettre missive de M. Pierre Cayet[9], apostat, en laquelle il rend raison de sa prétendue conversion[10], La Rochelle, 1596

## Sources
- Dictionnaire historique et critique, Bayle, 1715
- Histoire de la ville de la Rochelle, Arcère, 1757
- Histoire universelle (11 vol., 1616-1630), Agrippa d'Aubigné, Éd. André Thierry, Genève, Droz, 1981-2000 (anno 1593)
- Dictionnaire universel, historique..., Mayeul Chaudon, 1811